# Hamnet
A Hamnet Maggie O’Farrell brit írónő 2020-ban megjelent regénye. A könyv William Shakespeare feleségéről, Anne Hathaway-ről és gyermekként meghalt fiukról, Hamnet Shakespeare-ről (1585–1596 augusztusa) szól.
Megjelenése évében, 2020-ban a regény elnyerte a Nők szépprózai díját, korábbi nevén Orange Prize for Fiction díjat.
Magyarul az Európa Könyvkiadónál 2022. április 26-án jelent meg. Fordította Schultz Judit.

## Magyarul
- Hamnet; ford. Schultz Judit, Európa, Bp., 2022